# Unión de Rugby de Salta
La Unión de Rugby de Salta (URS) es el ente regulador de este deporte en la provincia de Salta, en la República Argentina. Se encarga de organizar torneos provinciales de clubes, y de apoyar las selecciones de mayores, juveniles y de seven en torneos nacionales.
Los mejores clubes de Salta disputan el Torneo Regional del Noroeste, que a su vez es clasificatorio al Torneo Nacional de Clubes A y B y al Torneo del Interior (rugby) A y B.

## Reseña
Se creó el 13 de junio de 1951 con el nombre de Unión de Rugby del Valle de Lerma (U.R.VA.L.), los clubes fundadores fueron Gauchos RC , Gimnasia y Tiro , Sporting Club, y Cumaná RC. En 1958 participa en su primer Campeonato Argentino y desde 1971 compitió con su nombre actual hasta la última edición del torneo en 2017.

## Clubes
Clubes afiliados a la URS.
- Tiro Federal
- Universitario
- Jockey Club
- Tigres
- Vikingos Rugby Club
- Cafayate Rugby Club
- Quebracho Rugby Club (JVG)
- Rosario Rugby Club (RdlF)
- Tapires Rugby Club (Las Lajitas)
- Vallistos Rugby Club (RdL)
- Zenta Rugby Club (San Ramón de la Nueva Orán)
- Aero Rugby Club Orán
- Tartagal Rugby Club
- Metán Rugby Club

## Seleccionado
La selección de mayores es conocida como los Mayuatos, su primer partido en el Campeonato Argentino fue ante la Unión del Norte, hoy Tucumán cuando pierde de local por la Rueda Preliminar. La Unión participa también en torneos provinciales de menores y de seven. Desde el año 2002, cuando volvió a la élite del rugby argentino, acumula años consecutivos e ininterrumpidos en la Zona Campeonato, donde participan los 6 mejores seleccionados de rugby del país, siendo semifinalista en varias oportunidades. En el año 2003 derrotó como visitante al seleccionado de Tucumán (el segundo seleccionado más ganador de la historia en Argentina, superado solamente por Buenos Aires), el cual descendió por única vez en su historia.Además disputó partidos memorables frente a los equipos neozelandeses de Counties (primer partido internacional en 1982), Canterbury Crusaders Desarrollo (Campeón del Super 12) y el seleccionado de Fiji. Además derrotó a Bélgica, Uruguay, Chile y España entre otros seleccionados nacionales.

## Palmarés
- Campeón Copa de Oro Seven de la República (2): 2002 y 2011.
- Campeón Copa de Plata Seven de la República (2): 2015 y 2023.

## Participación en copas

### Cross Border
- Cross Border 2010 Zona 1: 3º puesto del grupo
- Cross Border 2011 Zona 1: 2º puesto del grupo
- Cross Border 2012 Zona 1: 3º puesto del grupo